# Malxe
Die Malxe (niedersorbisch Małksa) ist ein ursprünglich etwa 45 Kilometer langer Fluss in der Niederlausitz, dessen Oberlauf
in den 1980er Jahren durch den Tagebau Jänschwalde vom Unterlauf getrennt wurde.
Derzeit ist in amtlichen Karten für den gesamten Oberlauf (also auch dessen natürliche Teile) der Name Malxe-Neiße-Kanal eingetragen.

## Verlauf
Sie entspringt knapp 130 m ü. NN am Fuß des Hohen Berges, der höchsten Erhebung des Muskauer Faltenbogens, bei Döbern. Weiteren Zulauf erhält sie mit der Tzuschka (Buschgraben) und der Gusnitza aus der Gosdaer Heide sowie aus dem Preschener Mühlbusch und dem Preschener Quell. Bei Forst (Lausitz) erreicht sie das Baruther Urstromtal 70 m ü. NN. Schon im 19. Jahrhundert gab es nördlich von Forst bei den heute eingemeindeten Dörfern Bohrau und Briesnig einen Verbindungsgraben von der Malxe zur Neiße. Seit der Unterbrechung des natürlichen Flusslaufes gelangt das gesamte Wasser des Oberlaufs durch diesen Graben in die nur vier Kilometer entfernte Neiße.
Wegen eines durch Sedimente entstandenen natürlichen Uferwalls folgte die Malxe früher dem Glogau-Baruther Urstromtal nordwestwärts in Richtung Peitz. Der durch den Tagebau Jänschwalde eigenständig gewordene 22 Kilometer lange Unterlauf beginnt in der Nähe von Heinersbrück gut 61 m ü. NN im Vorspreewald. Etwa 700 Meter östlich von Fehrow erreicht die Malxe den Oberspreewald, wo sie sich mit dem im 16. Jahrhundert geschaffenen Hammergraben (Goramśica) 57 m ü. NN zum Großen Fließ (Patšowina) vereinigt. Dessen Wasser wird, je nach Bedarf bzw. Wasserstand im Spreewald, in den Nordumfluter geleitet, einem künstlichen Spreearm, und über einen Düker dem ursprünglichen Verlauf zugeführt.

## Geschichte
Historisch wurde bisweilen ein deutlich längerer Gewässerabschnitt als Malxe bezeichnet. So hieß auf amtlichen Karten der seit den 1930er Jahren als „Großes Fließ“ bezeichnete Abschnitt zwischen Fehrow und der Verzweigung in Patschowina (heute ebenfalls „Großes Fließ“) und Moksche Broda (heute „Nordfließ“) bei Schmogrow ebenfalls Malxe. In der Literatur des 19. Jahrhunderts ist sogar von einem Malxe-Lauf am nördlichen Spreewaldrand entlang vorbei an Byhleguhre und Alt Zauche die Rede, der oberhalb von Lübben in die Spree mündete und auch als Mulke bezeichnet wurde.
Am 10. November 2011 erfolgte der erste Spatenstich und damit der Start von umfangreichen Erdarbeiten für eine naturnahe Rückverlegung der Malxe auf das Gebiet des ehemaligen Tagebaugeländes, heute eine geschüttete und verdichtete Kippenfläche. Mit dem ersten etwa 650 Meter langen Bauabschnitt wurde zwischen Briesnig und Bohrau begonnen und enden werden die Arbeiten später einmal bei Heinersbrück. Die bestehende Lücke von rund sechs Kilometern ist als Malxetal inzwischen vorprofiliert und soll einmal die Verbindung zwischen Ober- und Unterlauf wiederherstellen. Die neue Malxe wird in den Heinersbrücker See münden, damit sich dort die Eisenfracht absetzen kann, und von dort aus in den Unterlauf ausgleitet werde. Dies wird aber erst nach der Flutung der Bergbaufolgeseen der Fall sein, also nicht vor 2050.